# Хастингс, Майкл
Майкл Гастингс (англ. Michael Hastings) — американский журналист, писатель, редактор в Rolling Stone, и репортер на BuzzFeed.

## Биография
Майкл Гастингс вырос в Нью-Йорке, Канаде, и Вермонте, и посещал университет в Нью-Йорке. Стал известен после освещения войны в Ираке для Newsweek в 2000-х. После того, как его невеста, Андреа Пархамович, погибла, когда автомобиль попал в засаду в Ираке, Гастингс написал свою первую книгу «Я потерял свою любовь в Багдаде: современная военная история» (2008 г.), мемуары о их отношениях, о жестокости и смерти.
Получил премию Джорджа Полка за материал «Генерал-беглец» («The Runaway General» (2010)), досье на генерала Стэнли Маккристала, командующего Международных сил НАТО по поддержанию безопасности во время войны в Афганистане. Статья вскрыла широко распространенное презрение к гражданским служащим в правительстве США со стороны генерала и его сотрудников, и привела к отставке Маккристала. Затем последовала статья «Операторы» («The Operators» (2012)), давшая подробное описание одного месяца пребывания с Маккристалом в Европе и Афганистане.
Майкл Гастингс стал убеждённым критиком практики слежки и контроля во время расследования журналистов из министерства юстиции в 2013 году, называл ограничение свободы прессы со стороны администрации Обамы «войной против журналистики». Его последняя статья «Почему демократы любят шпионить за американцами» была опубликована в BuzzFeed 7 июня 2013 года.
Майкл Гастингс заключил брак с журналисткой Эллис Джордан в мае 2011 года.
Гастингс погиб 18 июня 2013 года в аварии, когда его Mercedes C250 Coupe примерно в 4:25 утра в районе Хэнкок-Парк Лос-Анджелеса на полной скорости врезался в дерево, после чего загорелся. Гастингс погиб в огне, возникли трудности с опознанием его останков. Некоторые сообщения в прессе описывают инцидент как подозрительный, хотя полиция Лос-Анджелеса это отрицает .
Накануне своей гибели Гастингс заявил, что его преследует ФБР. В электронной почте к коллегам он сообщал, что работает над «большой историей», что необходимо «уйти с радаров», и что ФБР может изъять его интервью. Представители WikiLeaks заявили, что Гастингс выходил на связь с одним из своих адвокатов за несколько часов до аварии, а LA Times сообщила, что журналист готовил новые доклады для ЦРУ. ФБР опубликовала заявление, отрицая, что Гастингс являлся предметом расследования.
В одном из опубликованных 7 марта 2017 года WikiLeaks документов есть сведения о том, что ЦРУ исследовало пути заражения компьютерными вирусами электронных систем управления транспортными средствами. WikiLeaks утверждает, что «не указано, для каких целей предполагалось осуществлять подобный перехват управления, но это могло бы дать ЦРУ возможность совершать практически нераскрываемые убийства». Это вызвало новый интерес к загадочной автокатастрофе, в которой 18 июня 2013 года погиб писатель и журналист Майкл Хастингс.